# Сера (Гросето)
Сера (итал. Serra) је насеље у Италији у округу Гросето, региону Тоскана.
Према процени из 2011. у насељу је живело 36 становника. Насеље се налази на надморској висини од 714 м.